# Accademia Euracea

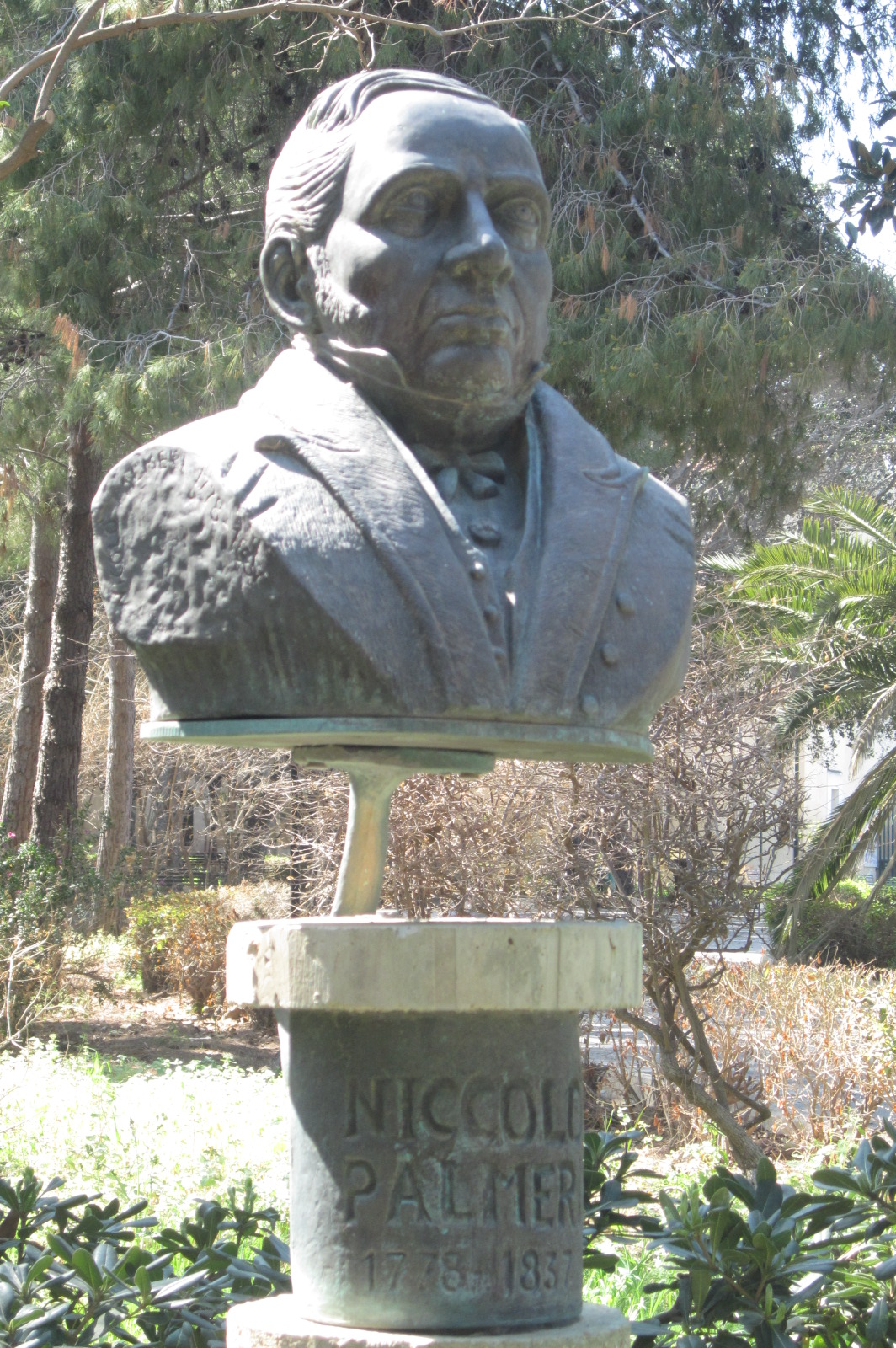
Büste von Niccolo Palmieri

Die Accademia Euracea war eine italienische Akademie  des ausgehenden 18. und des beginnenden 19. Jahrhunderts.
Sie wurde am 12. Januar 1774 von den termitanischen Priestern Giuseppe Gargotta, Antonio Comella-Fileti und Giuseppe Cipri gegründet. Ihr Mäzen war Giuseppe Gandolfo. Die Akademie wurde in Gedenken an das alte Himera auf dem nahe gelegenen Berg Monte S. Calogero oder Euraceo und dem Lyriker Stesichoros, der einen großen Teil seines Lebens hier verbrachte, benannt.
Die Studiengemeinschaft stellte ihre Arbeit im Juli 1800 ein. Sie hatte zu diesem Zeitpunkt 98 eingeschriebene Mitglieder. Kurz bevor die Forschungsgemeinschaft ihre Arbeit einstellte, gründete Giuseppe Cipri unter dem Pseudonym Mopso Liciniano die nach ihm benannte Biblioteca Liciniana, in der die unveröffentlichten Diskurse und Gedichte bewahrt wurden.
Nach der separatistischen Revolution von 1820 bis 1821 gründete Niccolò Palmeri, der ursprünglich in der ersten Vereinigung unter dem Pseudonym Siralgo Nisifaro Mitglied war, erneut die Akademie. Sie wurde 1822 eröffnet und bestand bis etwa 1824. Die nicht veröffentlichten Diskurse und Gedichte der Mitglieder der zweiten Akademie werden  ebenfalls in der Biblioteca Liciniana, der heutigen Biblioteca Comunale di Termini Imerese, verwahrt.
2006 wurde erneut eine Accademia Mediterranea Euracea di Scienze Lettere ed Arti (A.M.E.S.L.A.) ins Leben gerufen. Im ersten Stockwerk findet man unter einem großen Lorbeerbusch die Büste des imeresischen Dichters Stesichoros.